# 岐阜市立長良西小学校
岐阜市立長良西小学校（ぎふしりつ ながらにししょうがっこう）は、岐阜県岐阜市にある公立小学校。
岐阜市立長良中学校と小中一貫の英語教育を行っており、英語教育では両校を合わせて「長良川学園」の呼称がある。

## 沿革
- 1955年（昭和30年）4月1日 - 長良小学校から分離し、岐阜市立長良西小学校として開校[1]。開校時は1～3年生が通学し、4～6年生は長良小学校に通学する。
- 1958年（昭和33年）4月1日 - 長良西小学校校区の児童全員が長良西小学校への通学となる。

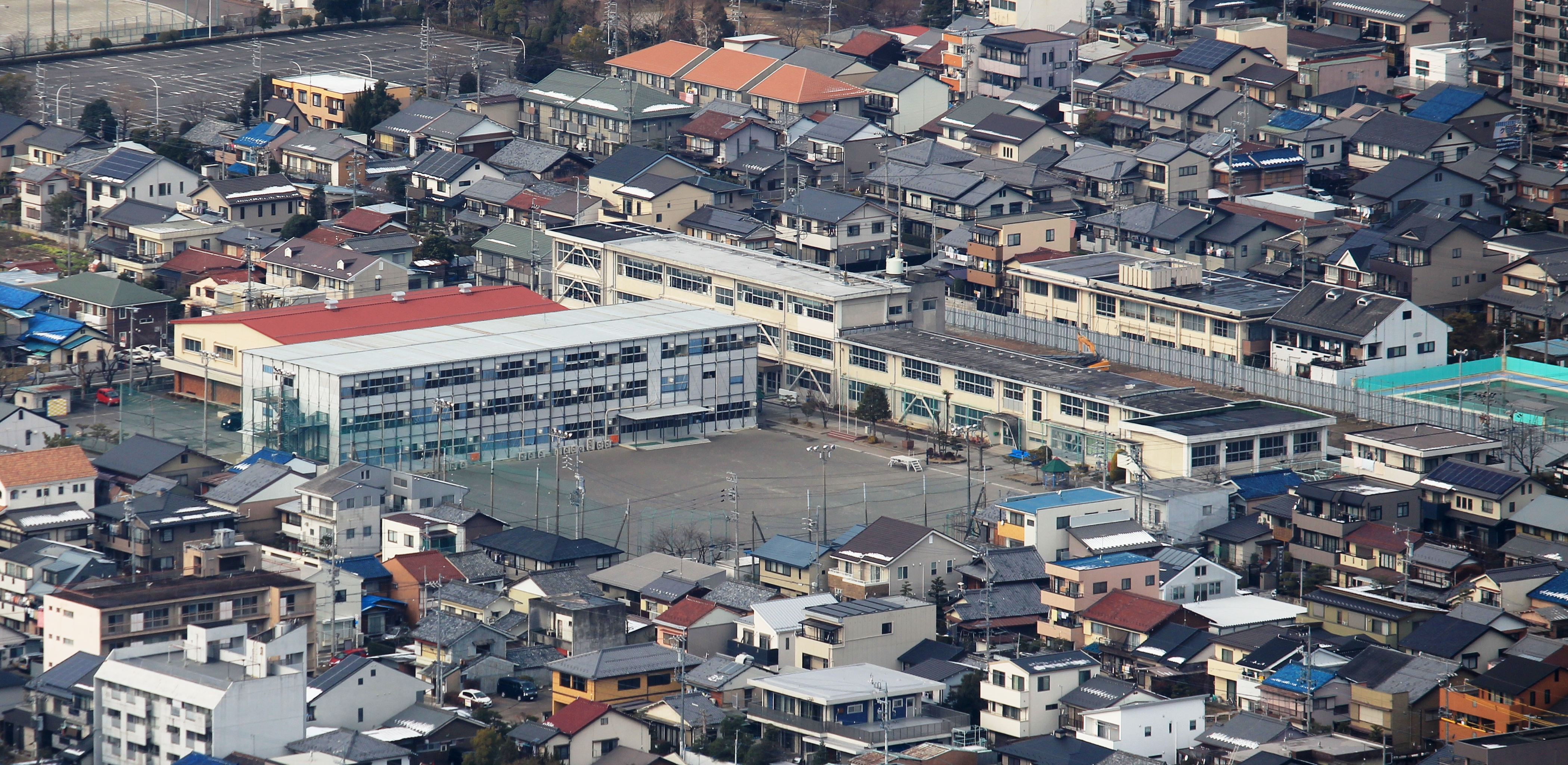
グランドに設置された仮校舎
（2015年1月）

- 2016年（平成28年） - 新校舎が完成。

## 通学区域
- 若福町、八代1-3丁目、福光東1-3丁目、福光西1-3丁目、福光南町、花ノ木町1・2丁目、初日町1・2丁目、平和通1-3丁目、千代田町1・2丁目、織田町1・2丁目、若竹町1・2丁目、養老町1・2丁目、太平町1・2丁目、長良丘1・2丁目、鵜川町、楠町1・2丁目、松風町1・2丁目、万代町1・2丁目、福田町1・2丁目、光栄町1・2丁目、菊水町1・2丁目、金華町1・2丁目、道三町、長良福光（一部）[2]。

## 校区内の主な施設
- 岐阜市立長良中学校（進学先中学校）
- 岐阜メモリアルセンター
  - 長良川球技メドウ
  - 長良川球場

## 交通アクセス
- 岐阜バス

三田洞線（JR岐阜駅バスターミナルから粟野西5丁目（K55））「長良西小学校前」より徒歩約3分。

## 出身者
- 松原梨恵（新体操選手）
- 藤井智也(Jリーガー・鹿島アントラーズ)